# Halomitra clavator
Espèce
Statut CITES
Halomitra clavator est une espèce de coraux appartenant à la famille des Fungiidae.